# Jean-Claude Mertrud
Jean-Claude Mertrud (Langres, 1728 - Paris, 7 octobre 1802) fut un anatomiste et chirurgien français.

## Biographie
Il a été un collaborateur de Buffon (1707-1788) pour qui il pratiquait l'anatomie aux Écoles du « Jardin du Roi » (le Jardin royal des plantes médicinales).
Démonstrateur en anatomie et en chirurgie depuis 1745 au cabinet du roi (situé dans le Jardin royal des plantes médicinales), son oncle Antoine Mertrud obtient que son neveu Jean-Claude lui soit adjoint en 1765 pour les démonstrations sur le corps humain. Ils sont tous deux membres de l'Académie de chirurgie. Mertrud le Neveu continue de faire les démonstrations tandis qu'il travaille en même temps, avec Louis Jean-Marie Daubenton, à la dissection de la plupart des quadrupèdes décrits par celui-ci dans l’Histoire naturelle de Buffon.
Après la mort de Louis XVI, lors de la Révolution, le Jardin royal des plantes devient, en juin 1793, le Muséum national d'histoire naturelle, avec Daubenton comme professeur de minéralogie et premier directeur de l'établissement. Jean-Claude Mertrud est nommé professeur titulaire d'anatomie comparée à la chaire d'Anatomie des animaux au Muséum. Il occupe ce poste de 1793 jusqu'à sa mort en 1802.
La dépouille du Rhinocéros de Louis XV a été disséquée et naturalisée en septembre 1793, au tout jeune Muséum national d'histoire naturelle, par Jean-Claude Mertrud et Félix Vicq d'Azyr.
Jean-Claude Mertrud a été marié avec Marthe Françoise Biberon.
Durant sa carrière au Muséum, son fils Antoine-Louis-François Mertrud assure les fonctions de démonstrateur en anatomie et chirurgie.
Son suppléant à la chaire d'Anatomie des animaux a été, à partir de juillet 1795, Georges Cuvier qui lui succède à sa mort, en 1802.